# كاظم نعمة التميمي
ولد كاظم نعمة التميمي في محافظة ميسان (جنوبي العراق)، وتوفي في بغداد. نال شهادته الجامعية من دار المعلمين العالية (كلية التربية حاليًا) ببغداد (1953) قسم اللغة العربية. عمل معلمًا في المدارس الثانوية بمدينة البصرة مدة طويلة، ثم عين مفتشًا تربويًا. انتخب رئيسًا ل اتحاد الأدباء فرع البصرة في دورته الأولى عند تأسيسه.
كان من رواد الشعراء الذين ساهمو وكتبوا الشعر الحر الذي تأسس على يد الشاعر الكبير بدر شاكر السياب.

## الإنتاج الشعري
- صدرت له الدواوين التالية:
- «إسراء في سماوات أخرى» - مطبعة حداد - البصرة 1971
- «مقاطع من قصيدة الحياة اليومية» - منشورات وزارة الإعلام - بغداد 1976
- «القصيدة تكتب عنوانها» - دار الشؤون الثقافية العامة - وزارة الثقافة والإعلام - بغداد 1986
- «مذكرات بصري في زمن الحرب» - دار الشؤون الثقافية العامة - بغداد 1988.

## الأعمال الأخرى
- له من الأعمال: «كيف تقرأ، كيف تكتب» - البصرة 1966، و«صفحات مشرقة من الحضارة العربية» - سلسلة الموسوعة الصغيرة - دار الشؤون الثقافية العامة - بغداد.
شاعر مجدد، تنوع شعره بين التزام الوزن والقافية، واعتماد الشكل التفعيلي للكتابة، عاش تجربة الحرب العراقية الإيرانية، ورثى عددًا من رفاقه شهداء المعارك.
رصد فيه أثر الحرب على مدينته البصرة، فصور كثيرًا من أحداثها وآثارها، ورسم بشعره صور القذائف وهي تسَّاقط على المدارس والمساجد والأحياء السكنية، وصور الأطفال القتلى، والأخضر عندما يحترق، والزهور عندما تغتال.
تؤدي المفارقة في شعره دورًا فارقًا، وتؤسس لمرارة الصور التي يرسمها، ومشاهد الوجع الإنساني التي يؤسس لها في قصائده، كما تحتل مفردة النخيل مساحة من شعره بوصفها رمزًا متعدد الدلالات يبرع في توظيفه لصالح بناء القصيدة وإكسابها طابعًا خاصًا يضفي شعورًا بصدق التجربة، وفي شعره سردية وقصٌّ موظف توظيفًا إبداعيًا لرسم مشاهد الحرب، بخاصة في رثائه للشهداء، ولحظات استشهادهم.

## من قصائده
- أطياف
- أنا أخطأت
- ضلال الفنان
- غروب
- عندما ينطفئ الانتظار
- مرثية الزمن الضائع
- لماذا؟
- رسالة للنخيل.. رسالة للحجر